# Flimmerepithel

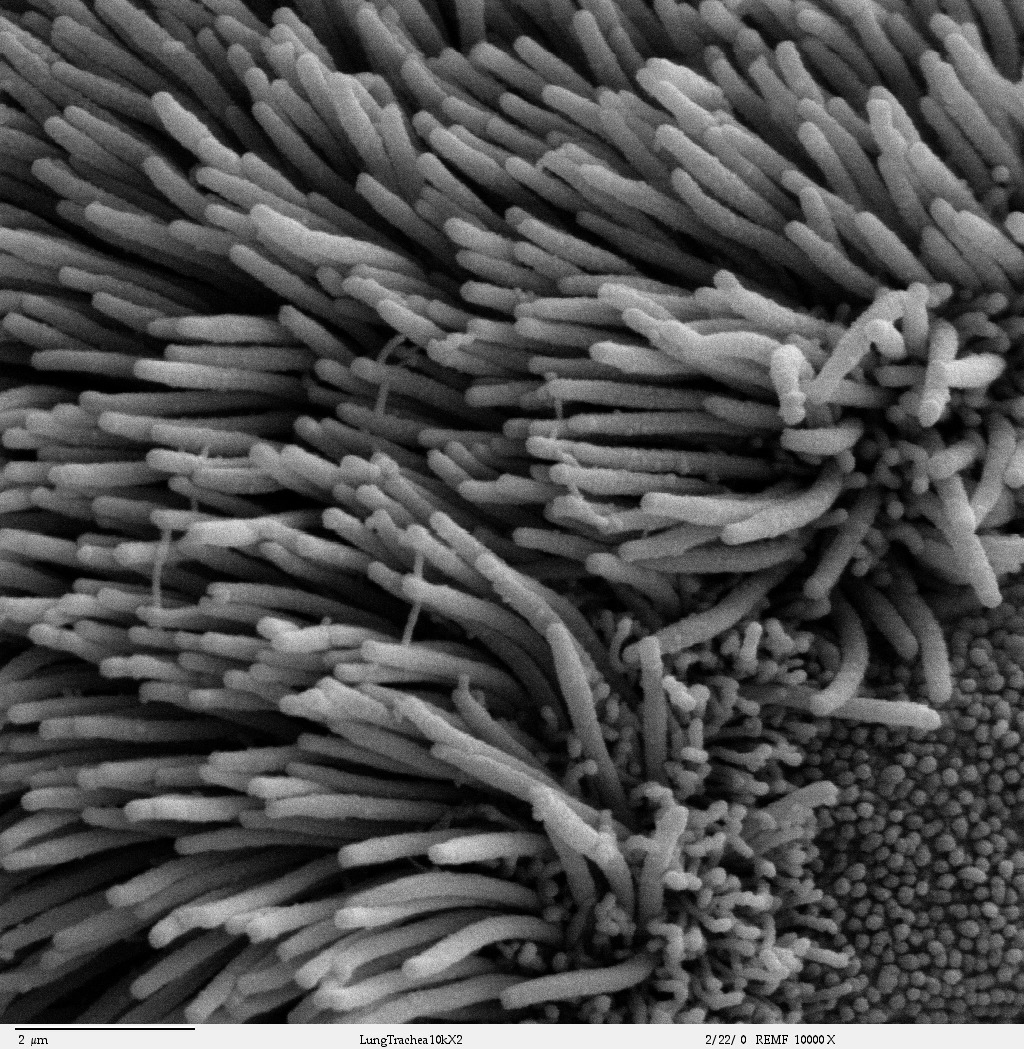
Elektronenmikroskopische Aufnahme

Das Flimmerepithel oder respiratorische Epithel ist eine Schicht aus spezialisierten Epithelzellen, welche den größten Teil der Atemwege auskleidet. Es zeichnet sich durch Kinozilien (Flimmerhärchen) auf der lumenseitigen Zelloberfläche aus. 
Das respiratorische Epithel dient, auch wenn es der Name vermuten lässt, nicht dem Gasaustausch, sondern der Reinigung der Atemwege.

## Feingeweblicher Aufbau
Das respiratorische Flimmerepithel ist ein mehrreihiges hochprismatisches Epithel, das mit Zilien und Becherzellen ausgestattet ist. Die innerhalb des Epithels liegenden Becherzellen machen physiologischerweise zwischen 15 und 20 Prozent des Epithels aus. Alle Zellen stehen mit der Basalmembran in Verbindung.
Die Dicke des Flimmerepithels nimmt entlang des Bronchialbaums in Richtung auf die Lungenbläschen kontinuierlich ab. Die kurz vor den Alveolen liegenden Bronchiolen (Bronchioli terminales) weisen nur noch ein einschichtiges Flimmerepithel auf.

### Zilientragende Zellen
Sie stellen den Hauptteil der Zellen des Flimmerepithels. Zilien sind bewegliche Ausstülpungen der Zellmembran am apikalen Zellpol, die etwa 7–10 µm lang sind und einen Durchmesser von etwa 0,3 µm aufweisen. Ihre Motilität wird durch so genannte Mikrotubuli gewährleistet. Diese Zilien bewegen sich sinnbildlich wie Ähren im Wind und befördern durch diese Bewegung Schleim und unerwünschte Substanzen aus der Lunge und lösen dabei in der Regel einen Hustenreiz aus. Nach neuesten Forschungsergebnissen haben sie neben dieser rein mechanischen Aufgabe noch eine sensorische Funktion. Wenn beispielsweise Bitterstoffe wie Nikotin oder Chinin auf zilientragende Zellen treffen, so erhöht sich die Calciumkonzentration im Zellinneren, die Zelle wird insgesamt aktiviert und startet die Reaktion zum Entfernen von Schadstoffen aus der Lunge.

### Becherzellen
Bei den Becherzellen handelt es sich um einzellige, becherförmige Drüsen, die – neben den serösen und mukösen Drüsen der Lamina propria – den Bronchialschleim produzieren. Die von ihnen sezernierten Mucine bedecken das Epithel und befeuchten die vorüberstreichende Atemluft.

### Sonstige Zellen
Neben diesen beiden Zellarten verfügt das Flimmerepithel noch über Sinneszellen, die an ihrem Basalpol Kontakt mit afferenten Nervenfasern haben. Sie lösen bei einer Reizung den Husten- oder Niesreflex aus. Die Basalzellen stellen eine Vorstufe der reifen Epithelzellen dar und sorgen für den Zellnachschub.

## Physiologie
Das Flimmerepithel besitzt einen ausgeklügelten Selbstreinigungsmechanismus. Die beweglichen Zilien kleiden die Atemwege wie ein dichter Rasen aus. Ihre koordinierte Bewegung ist in Richtung Rachen ausgerichtet. Dadurch werden der Bronchialschleim sowie die in die Atemwege eingedrungenen kleineren Fremdkörper und Mikroorganismen ständig aus den Atemwegen befördert.

## Vorkommen
Respiratorisches Flimmerepithel findet sich an folgenden Stellen:
- Obere Atemwege:
  - Nasennebenhöhlen, beispielsweise Stirnhöhle oder Kieferhöhle
  - Regio respiratoria nasi
  - Kehldeckel (Epiglottis) auf der Kehlkopfseite (laryngeale Seite)
  - Gaumensegel (Palatum molle) auf der Nasenseite
  - Nasenrachenraum (Epipharynx)
  - Kehlkopf (Larynx)
  - Eustachi-Röhre (Tuba auditiva)
- Untere Atemwege:
  - Luftröhre (Trachea)
  - Bronchien
  - Bronchiolen

Zudem ist Flimmerepithel mit Kinozilien an folgenden Stellen lokalisiert:
- Weibliche innere Geschlechtsorgane:
  - Eileiter (Tuba uterina) als Auskleidung/Begrenzungsgewebe

- ZNS:
  - Ependymzellen